# Milmort
Milmort (Waals: Mérmwète) is een dorp in de Belgische provincie Luik en een deelgemeente van Herstal. Milmort ligt ten noordwesten van het centrum van Herstal.

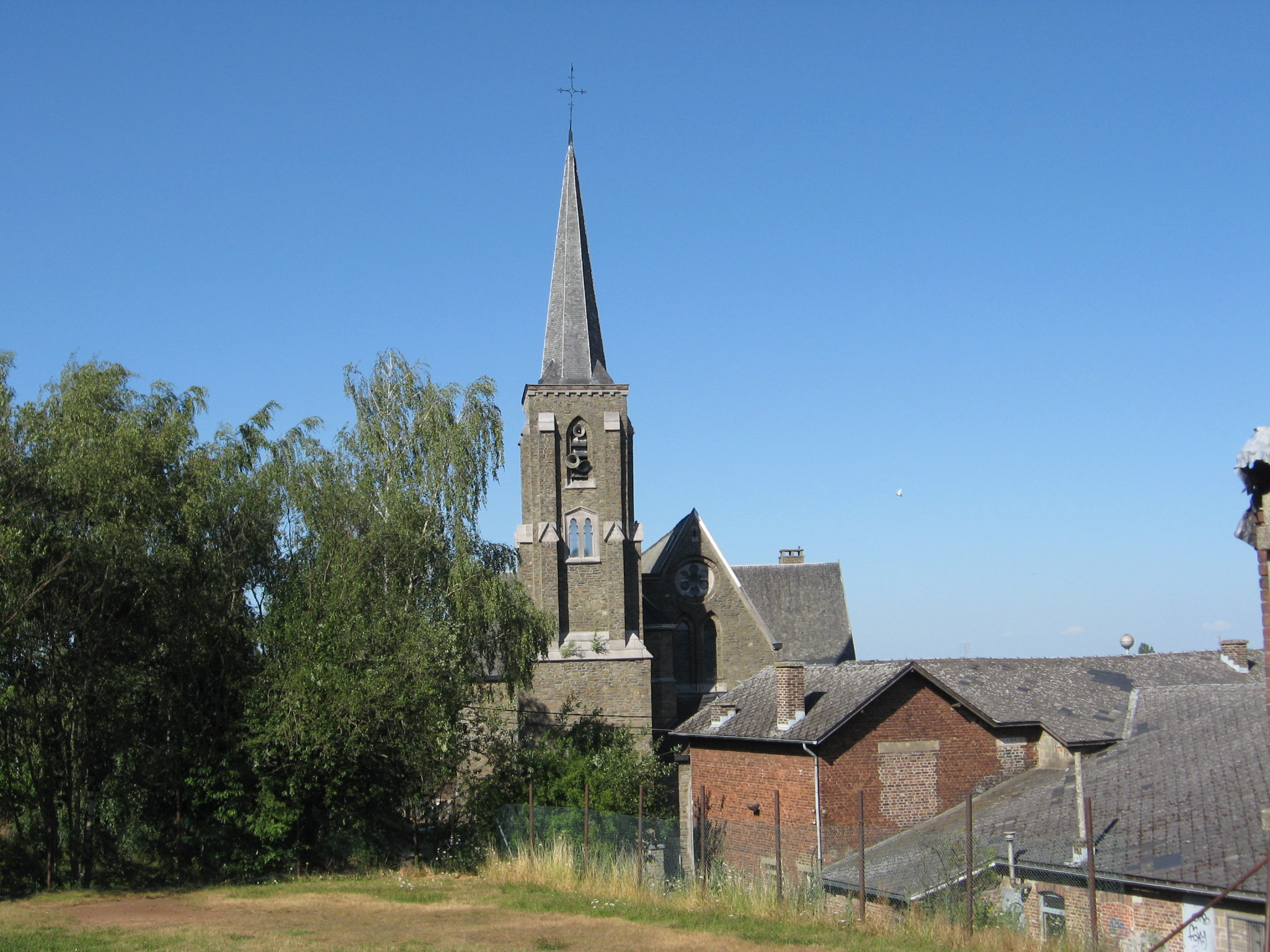
Centrum met de Sint-Hubertuskerk

## Etymologie
De volksmond spreekt van een veldslag waarbij duizend doden (mille morts) zouden zijn gevallen. De werkelijke oorsprong van de naam is vermoedelijk een verbastering van het latijn: matermortua (dode zee, ofwel moeras).

## Geschiedenis
De Romeinse heerbaan Chaussée Brunehaut loopt in het zuiden van het grondgebied van Milmort. Deze is echter onderbroken door een bedrijventerrein.
Bij de onafhankelijkheid van België inventariseerde geograaf Philippe Vandermaelen in dit dorp 100 landelijke woningen, zeven hoeves, 51 hutten, een kerk, een stroopfabriek, een vorkenfabriek en een school. Er waren 868 inwoners. Het inventaris omvat verder details over de natuurlijke omgeving, bodems, landbouwproductie en veestapel. Ook het wegennetwerk van toen is beschreven. De omschrijving door Vandermaelen geeft een interessante inkijk in het dagelijkse leven rond 1830.
Milmort maakt sinds de grote gemeentelijke herindeling van 1977 deel uit van de gemeente Herstal.

## Demografische ontwikkeling
- Bronnen:NIS, Opm:1831 tot en met 1970=volkstellingen, 1976= inwoneraantal op 31 december

## Bezienswaardigheden
- De Sint-Hubertuskerk van 1904.
- De watertoren, een betonnen bouwwerk van 1976, dat 42 meter hoog is.

## Natuur en landschap
Milmort ligt op een hoogte van ongeveer 150 meter (132-185 meter), maar het terrein daalt in oostelijke richting af naar de Maas. De streek staat bekend als Laag-Haspengouw. In voorhistorische tijden bereikte de Maas dit plateau en zette er grind af.

## Economie
Van 1879 tot 1962 was hier de steenkoolmijn van de Société anonyme des Charbonnages d'Abhooz et Bonne-Foi Hareng actief. Slechts enkele muurresten en een toegedekte oude schacht getuigen nog van deze activiteit.
Naast tal van autowegen en een spoorlijn, wordt Milmort tegenwoordig voor driekwart deel omsloten door het bedrijventerrein Parc Industriel des Hauts-Sarts, dat ook deels het terrein van de voormalige steenkoolmijn omvat.

## Verkeer en vervoer
Het dorp ligt midden in de driehoek gevormd door de snelweg A13/Europese weg 313, A3/E25 en A601. Langs spoorlijn 34 staat het Station Milmort. Deze spoorweg bediende vroeger ook de steenkoolmijn.

## Sport
In Milmort speelde tot begin 21ste eeuw voetbalclub Milmort FC. Milmort FC was een van de oudere clubs van het land en speelde in haar bestaan 14 jaar in de nationale reeksen. In 2010 verdween de club echter.

## Nabijgelegen kernen
Hermée, Liers, Vottem, Herstal